# Trichostomum semivaginatum
Trichostomum semivaginatum là một loài rêu trong họ Pottiaceae. Loài này được (Schimp. ex E. Britton) Schimp. ex Paris mô tả khoa học đầu tiên năm 1906.